# Idol Island
Idol Island är en ö i Bermuda (Storbritannien).   Den ligger i parishen St. George's, i den östra delen av landet, 13 km öster om huvudstaden Hamilton.